# Sundochernes modiglianii
Espèce
Synonymes
- Chelifer modiglianii Ellingsen, 1911

Sundochernes modiglianii est une espèce de pseudoscorpions de la famille des Chernetidae.

## Distribution
Cette espèce se rencontre en Indonésie à Sumatra et en Malaisie péninsulaire.

## Description
Le mâle mesure 2,4 mm et la femelle 2,36 mm.

## Étymologie
Cette espèce est nommée en l'honneur d'Elio Modigliani (1860-1932).

## Publication originale
- Ellingsen, 1911 : Pseudoscorpions from Sumatra. Annali del Museo Civico di Storia Naturale di Genova, sér. 3, vol. 45, p. 34-40 (texte intégral).